# Ghailene Khattali
Ghailene Khattali (in arabo غيلان الختالي‎?; 17 giugno 2000) è un canoista tunisino.

## Biografia
Ha gareggiato ai campionati mondiali di Montemar-o-Velho 2018, chiudendo diciottesimo nel C1 5000 metri.
Ai Giochi panafricani di Rabat 2019 ha vinto la medaglia d'oro nel C-1 200 metri e nel C-1 1000 metri. In coppia col connazionale Mohamed Kendaoui ha vinto il bronzo nel C-2 200 metri e nel C2 1000 metri. I risultati gli hanno permesso di qualificarsi per i Giochi olimpici di Tokyo 2020.

## Palmarès
- Giochi panafricani

Rabat 2019: oro nel C-1 200 metri; oro nel C-1 1000 metri; bronzo C-2 200 metri; bronzo nel C-2 1000 metri;